# جاك إي. أندرسون
جاك إي. أندرسون (بالإنجليزية: Jack E. Anderson)‏ هو نحات أمريكي، ولد في 10 سبتمبر 1929، وتوفي في 5 ديسمبر 1993.